# Crassula aquatica
Crassula aquatica is een plant uit de vetplantenfamilie (Crassulaceae). De soort komt in de Benelux niet in het wild voor.
... · 
C. aquatica · 
C. arborescens · 
C. helmsii (Watercrassula) · 
C. ovata · 
C. tillaea (Mosbloempje) · 
...